# Mahmoud Soufi
Mahmoud Soufi (Catar; 20 de octubre de 1971 – 2 de junio de 2019) fue un futbolista de Catar que jugó en la posición de delantero.

## Carrera

### Club
| Periodo   | Club          |
| --------- | ------------- |
| 1988-1997 | Al-Gharafa SC |
| 1997-1998 | Al-Sadd SC    |
| 1998-2000 | Al-Arabi      |
| 2001-2002 | Muaither SC   |

### Selección nacional
Jugó para Catar en 52 ocasiones entre 1988 y 1999 y anotó 27 goles, participó en dos ediciones de la Copa Asiática, en los Juegos Asiáticos de 1994 y en los Juegos Olímpicos de Barcelona 1992.

## Palmarés

### Club
- Liga de fútbol de Catar: 1

1991/92
- Copa del Emir de Catar: 3

1994–95, 1995–96, 1996–97

### Individual
- Goleador de la Copa de Naciones del Golfo de 1994.